# (778) Теобальда
(778) Теобальда (нем. Theobalda) — небольшой астероид главного пояса, который был открыт 25 января 1914 года немецким астрономом Францем Кайзером в обсерватории Хайдельберг, Германия и назван в честь отца первооткрывателя.

Орбита астероида Теобальда и его положение в Солнечной системе
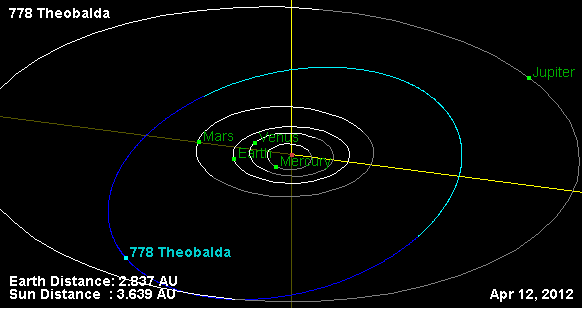
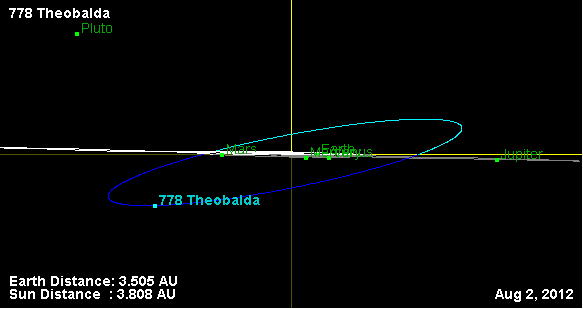